# Tractat de Creació de l'URSS
El Tractat de Creació de l'URSS és un document que legalitzava la creació de la unió de diverses Repúbliques Soviètiques per formar la Unió de Repúbliques Socialistes Soviètiques. També es va elaborar la Declaració de Creació de l'URSS, considerat el preàmbul polític del Tractat.
El 29 de desembre de 1922, una conferència de delegacions de la RSFS de Rússia, la República Federativa Socialista Soviètica de Transcaucàsia, l'RSS d'Ucraïna i l'RSS de Belarús va aprovar el Tractat de Creació de l'URSS i la Declaració de Creació de l'URSS, aquests dos documents van ser confirmats pel I Congrés dels Soviets de l'URSS i firmats pels caps de delegació - Mikhaïl Kalinin, Mikha Tskhakaia, Mikhaïl Frunze, Grigori Petrovski i Aleksandr Txerviakov el 30 de desembre de 1922.
Les següents repúbliques que es van formar i integrar a l'URSS van entrar a partir d'esmenes separades del tractat.

## 1922-1940
Els primers exemples d'ampliació van ser l'RSS de l'Uzbekistan i l'RSS del Turkmenistan, que el 27 d'octubre de 1924 va ser separades de la República Socialista Soviètica Autònoma del Turquestan que formava part de la RSFS de Rússia. Posteriorment, la República Socialista Soviètica Autònoma de Tadjikistan, fins aleshores part de l'RSS de l'Uzbekistan va ser elevada a l'estatus de república de la unió el 6 d'octubre de 1929, convertint-se en l'RSS del Tadjikistan.
La RSFS de Transcaucàsia va exisitir fins al 5 de desembre de 1936, quan es va dividir en l'RSS d'Armènia, l'RSS de Geòrgia i l'RSS de l'Azerbaidjan. El mateix dia la República Socialista Soviètica Autònoma de Turquestan de la RSFS de Rússia va deixar d'existir, el seu territori va ser dividit entre les noves RSS del Kazakhstan i Kirguizstan.

## 1940
Durant el preludi de la Segona Guerra Mundial, es van crear algunes noves repúbliques prèvies a la invasió nazi el 1941. La primera va ser la República Socialista Soviètica Autònoma de Carèlia dins la RSFS de Rússia, que el 31 de març de 1940 va ser elevada al rang de república de la unió amb el nom de RSS Carelo-Finlandesa.
Després de l'annexió de les repúbliques Bàltiques, Lituània, Letònia i Estònia es van transformar en l'RSS de Lituània (13 de juliol), l'RSS de Letònia (21 de juliol) i l'RSS d'Estònia (també el 21 de juliol), unint-se formalment a la Unió Soviètica el 3 d'agost. L'última república va ser l'RSS de Moldàvia que va sorgir com a unió del territori de Bessaràbia i la RSSA de Moldàvia que formava part de l'RSS d'Ucraïna.
Passada la guerra no es van tornar a crear cap nova república, i l'RSS Carelo-Finlandesa va ser degradada al rang de República Autònoma i annexionada a la RSFS de Rússia el 16 de juliol de 1956.
El 8 de desembre de 1991, els líders de les RSS d'Ucraïna i Belarús, i la RSFS de Rússia es van reunir per acordar l'anul·lació del tractat de 1922, el qual es va donar per acabat el 25 de desembre de 1991, dissolent l'URSS.

## Cronologia
- 21 de desembre de 1922: Signatura de tractat.
- 30 de desembre de 1922: Ratificació del tractat.
- 27 d'octubre de 1924: Les regions habitades per Uzbeks i Turcmans de l'RSSA del Turquestan (anteriorment a la RSFS de Rússia) són elevades al rang de repúbliques de la unió.
- 16 d'octubre de 1939: S'estableix l'RSS del Tadjikistan elevant l'RSSA del Tadjikistan al rang de república de la unió, anteriorment formava part de l'RSS Uzbeka.
- 2 de desembre de 1936: Divisió simultània de la RSFS de Transcaucàsia en les RSS d'Armènia, de Geòrgia i de l'Azerbaidjan. Paral·lelament es produeix la ruptura de l'RSSA del Turquestan de la RSFS de Rússia en dues RSS diferents: Kazakhstan i Kirguizstan.
- 31 de març de 1940: L'RSSA de Carèlia, que pertanyia a la RSFS de Rússia, és elevada a RSS Carelo-Finlandesa.
- 3 d'agost de 1940: L'RSS de Lituània s'uneix a l'URSS.
- 5 d'agost de 1940: L'RSS de Letònia s'uneix a l'URSS.
- 6 d'agost de 1940: L'RSS d'Estònia s'uneix a l'URSS.
- 24 d'agost de 1940: Es crea l'RSS de Moldàvia, formada per la unió de l'RSSA de Moldàvia (integrada fins aleshores a l'RSS d'Ucraïna) i el territori romanès annexionat de Bessaràbia.
- 16 de juliol de 1956: L'RSS Carelo-Finlandesa és degradada a RSSA i reannexionada a la RSFS de Rússia.
- 8 de desembre de 1991: Tractat de finalització de l'acord firmat per les repúbliques fundadores.
- 25 de desembre de 1991: Acabament del tractat